# Új-Zéland az 1976. évi nyári olimpiai játékokon
Új-Zéland a kanadai Montréalban megrendezett 1976. évi nyári olimpiai játékok egyik részt vevő nemzete volt. Az országot az olimpián 13 sportágban 80 sportoló képviselte, akik összesen 4 érmet szereztek.

## Érmesek
| Érem  | Versenyző | Sportág   | Versenyszám   |
| ----- | --- | --------- | ------------- |
| Arany | John Walker | Atlétika  | Férfi 1500 m  |
| Arany | Nemzeti válogatott Paul Ackerley Jeff Archibald Arthur Borren Alan Chesney John Christensen Greg Dayman Tony Ineson Barry Maister Selwyn Maister Trevor Manning Alan McIntyre Neil McLeod Arthur Parkin Mohan Patel Ramesh Patel Les Wilson | Gyeplabda | Férfi         |
| Ezüst | Dick Quax | Atlétika  | Férfi 5000 m  |
| Bronz | Trevor Coker Simon Dickie Peter Dignan Athol Earl Tony Hurt Alexander McLean Dave Rodger Ivan Sutherland Lindsay Wilson | Evezés    | Férfi nyolcas |

## Atlétika
Férfi
| Versenyző      | Versenyszám    | Előfutam | Előfutam | Előfutam | Elődöntő | Elődöntő | Elődöntő | Döntő         | Döntő         |
| Versenyző      | Versenyszám    | Idő      | Hely.    | Össz.    | Idő      | Hely.    | Össz.    | Idő           | Helyezés      |
| -------------- | -------------- | -------- | -------- | -------- | -------- | -------- | -------- | ------------- | ------------- |
| John Walker    | 800 m          | 1:47,63  | 3.       | 12.      | kiesett  | kiesett  | kiesett  | kiesett       | kiesett       |
| John Walker    | 1500 m         | 3:36,87  | 1.       | 1.       | 3:39,65  | 1.       | 6.       | 3:39,17       |               |
| Rod Dixon      | 5000 m         | 13:20,48 | 2.       | 2.       |          |          |          | 13:25,50      | 4.            |
| Dick Quax      | 5000 m         | 13:30,85 | 1.       | 5.       |          |          |          | 13:25,16      |               |
| Dick Quax      | 10 000 m       | 28:56,92 | 9.       | 18.      |          |          |          | kiesett       | kiesett       |
| Euan Robertson | 3000 m akadály | 8:26,31  | 5.       | 9.       |          |          |          | 8:21,08       | 6.            |
| Jack Foster    | Maraton        |          |          |          |          |          |          | 2:17:53       | 17.           |
| Kevin Ryan     | Maraton        |          |          |          |          |          |          | nem ért célba | nem ért célba |

| Versenyző      | Versenyszám   | Selejtező | Selejtező | Döntő    | Döntő    |
| Versenyző      | Versenyszám   | Eredmény  | Helyezés  | Eredmény | Helyezés |
| -------------- | ------------- | --------- | --------- | -------- | -------- |
| Murray Cheater | Kalapácsvetés | 67,38 m   | 16.       | kiesett  | kiesett  |

Női
| Versenyző           | Versenyszám | Előfutam | Előfutam | Előfutam | Negyeddöntő | Negyeddöntő | Negyeddöntő | Elődöntő | Elődöntő | Elődöntő | Döntő   | Döntő    |
| Versenyző           | Versenyszám | Idő      | Hely.    | Össz.    | Idő         | Hely.       | Össz.       | Idő      | Hely.    | Össz.    | Idő     | Helyezés |
| ------------------- | ----------- | -------- | -------- | -------- | ----------- | ----------- | ----------- | -------- | -------- | -------- | ------- | -------- |
| Sue Jowett          | 100 m       | 11,70    | 3.       | 28.*     | 11,81       | 8.          | 29.         | kiesett  | kiesett  | kiesett  | kiesett | kiesett  |
| Sue Jowett          | 200 m       | 24,12    | 2.       | 28.      | 24,23       | 8.          | 27.         | kiesett  | kiesett  | kiesett  | kiesett | kiesett  |
| Anne Garrett-Audain | 800 m       | 2:05,78  | 7.       | 29.      |             |             |             | kiesett  | kiesett  | kiesett  | kiesett | kiesett  |
| Anne Garrett-Audain | 1500 m      | 4:10,68  | 7.       | 13.      |             |             |             | kiesett  | kiesett  | kiesett  | kiesett | kiesett  |
| Dianne Zorn-Rodger  | 1500 m      | 4:12,81  | 7.       | 22.      |             |             |             | kiesett  | kiesett  | kiesett  | kiesett | kiesett  |

* - egy másik versenyzővel azonos időt ért el

## Birkózás
Szabadfogású
| Versenyző      | Versenyszám | 1. forduló                              | 2. forduló                                 | 3. forduló        | 4. forduló        | 5. forduló        | 6. forduló        | Döntő             | Helyezés    |
| Versenyző      | Versenyszám | Ellenfél Eredmény                       | Ellenfél Eredmény                          | Ellenfél Eredmény | Ellenfél Eredmény | Ellenfél Eredmény | Ellenfél Eredmény | Ellenfél Eredmény | Helyezés    |
| -------------- | ----------- | --------------------------------------- | ------------------------------------------ | ----------------- | ----------------- | ----------------- | ----------------- | ----------------- | ----------- |
| Barry Oldridge | 57 kg       | Risto Darlev (YUG) · 0-24               | Jeórjiosz Hadziioanídisz (GRE) · kétvállas | kiesett           | kiesett           | kiesett           | kiesett           | kiesett           | helyezetlen |
| David Aspin    | 82 kg       | Chimidiin Gochoosüren (MGL) · kétvállas | Motegi Maszaru (JPN) · kétvállas           | kiesett           | kiesett           | kiesett           | kiesett           | kiesett           | helyezetlen |

## Evezés
Férfi
| Versenyző | Versenyszám              | Előfutam | Előfutam | Vigaszág | Vigaszág | Elődöntő | Elődöntő | Döntő | Döntő   | Döntő | Helyezés |
| Versenyző | Versenyszám              | Idő      | Hely.    | Idő      | Hely.    | Idő      | Hely.    | Típus | Idő     | Hely. | Helyezés |
| --- | ------------------------ | -------- | -------- | -------- | -------- | -------- | -------- | ----- | ------- | ----- | -------- |
| Bob Murphy Grant McAuley Des Lock David Lindstrom                                                                                   | Kormányos nélküli négyes | 6:06,40  | 3.       | erőnyerő | erőnyerő | 6:00,82  | 3.       | A     | 6:43,23 | 4.    | 4.       |
| Viv Haar Danny Keane Tim Logan Ian Boserio David Simmons (kormányos)                                                                | Kormányos négyes         | 6:48,25  | 2.       | erőnyerő | erőnyerő | 6:14,10  | 3.       | A     | 7:00,17 | 6.    | 6.       |
| Ivan Sutherland Trevor Coker Peter Dignan Lindsay Wilson Athol Earl Dave Rodger Alexander McLean Tony Hurt Simon Dickie (kormányos) | Nyolcas                  | 5:40,00  | 2.       | 5:37,08  | 1.       |          |          | A     | 6:03,51 | 3.    |          |

## Gyeplabda
| Új-zélandi férfi gyeplabdacsapat-játékoskeret                                                                                  | Új-zélandi férfi gyeplabdacsapat-játékoskeret                                                                             |
| --- | --- |
| - Paul Ackerley - Jeff Archibald - Arthur Borren - Alan Chesney - John Christensen - Greg Dayman - Tony Ineson - Barry Maister | - Selwyn Maister - Trevor Manning - Alan McIntyre - Neil McLeod - Arthur Parkin - Mohan Patel - Ramesh Patel - Les Wilson |

### Eredmények
Csoportkör
B csoport
| Csapat              | M | Gy | D | V | G+ | G– | Gk  | P |
| ------------------- | - | -- | - | - | -- | -- | --- | - |
| Pakisztán (PAK)     | 4 | 3  | 1 | 0 | 16 | 6  | +10 | 7 |
| Spanyolország (ESP) | 4 | 1  | 2 | 1 | 9  | 7  | +2  | 4 |
| Új-Zéland (NZL)     | 4 | 1  | 2 | 1 | 6  | 8  | –2  | 4 |
| NSZK (FRG)          | 4 | 1  | 1 | 2 | 10 | 10 | 0   | 3 |
| Belgium (BEL)       | 4 | 1  | 0 | 3 | 5  | 15 | –10 | 2 |

| 1976. július 18. | NSZK (FRG) | 1 – 1   | Új-Zéland (NZL) |  |
| 1976. július 18. | Strödter   | (0 – 0) | R. Patel        |  |

| 1976. július 20. | Spanyolország (ESP) | 1 – 1   | Új-Zéland (NZL) |  |
| 1976. július 20. | Amat                | (1 – 0) | R. Patel        |  |

| 1976. július 21. | Új-Zéland (NZL)   | 2 – 1   | Belgium (BEL) |  |
| 1976. július 21. | Ineson B. Maister | (1 – 0) | Miserque      |  |

| 1976. július 24. | Pakisztán (PAK)          | 5 – 2   | Új-Zéland (NZL) |  |
| 1976. július 24. | Zaman 2 Sheikh 2 H. Khan | (4 – 1) | Borren Ineson   |  |

Új-Zéland és Spanyolország azonos pontszámmal végzett, a helyezéseikről egy újabb mérkőzés döntött.
| 1976. július 26. | Spanyolország (ESP) | 0 – 1 (h. u.) | Új-Zéland (NZL) |  |
| 1976. július 26. |                     | (0 – 0)       | R. Patel        |  |

Elődöntő
| 1976. július 28. | Hollandia (NED) | 1 – 2 (h. u.) | Új-Zéland (NZL) |  |
| 1976. július 28. | Kranenberg      | (1 – 1)       | Borren Ineson   |  |

Döntő
| 1976. július 30. | Új-Zéland (NZL) | 1 – 0   | Ausztrália (AUS) |  |
| 1976. július 30. | Ineson          | (0 – 0) |                  |  |

| Csapat          | Helyezés |
| --------------- | -------- |
| Új-Zéland (NZL) |          |

## Kajak-kenu
Férfi
| Versenyző                   | Versenyszám         | Előfutam | Előfutam | Előfutam | Vigaszág | Vigaszág | Vigaszág | Elődöntő | Elődöntő | Elődöntő | Döntő   | Döntő    |
| Versenyző                   | Versenyszám         | Idő      | Hely.    | Össz.    | Idő      | Hely.    | Össz.    | Idő      | Hely.    | Össz.    | Idő     | Helyezés |
| --------------------------- | ------------------- | -------- | -------- | -------- | -------- | -------- | -------- | -------- | -------- | -------- | ------- | -------- |
| Ian Ferguson                | Kajak egyes 500 m   | 1:59,18  | 4.       | 11.      | 1:53,65  | 4.       | 5.       | kiesett  | kiesett  | kiesett  | kiesett | kiesett  |
| Donald Cooper               | Kajak egyes 1000 m  | 4:04,29  | 4.       | 12.      | 3:55,52  | 2.       | 2.       | 3:53,21  | 4.       | 11.      | kiesett | kiesett  |
| Roderick Gavin John Leonard | Kajak kettes 500 m  | 1:47,03  | 5.       | 15.      | 1:47,45  | 3.       | 9.       | 1:45,61  | 6.       | 18.      | kiesett | kiesett  |
| Roderick Gavin John Leonard | Kajak kettes 1000 m | 3:37,09  | 5.       | 11.      | 3:35,38  | 5.       | 8.       | kiesett  | kiesett  | kiesett  | kiesett | kiesett  |

## Kerékpározás

### Országúti kerékpározás
Férfi
| Versenyző      | Versenyszám   | Idő              | Helyezés      |
| -------------- | ------------- | ---------------- | ------------- |
| Garry Bell     | Mezőnyverseny | 4:49:01 (+2:09)  | 15.           |
| Vern Hanaray   | Mezőnyverseny | 5:00:19 (+13:27) | 52.           |
| Jamie Richards | Mezőnyverseny | nem ért célba    | nem ért célba |

### Pálya-kerékpározás
Üldözőversenyek
| Versenyző     | Versenyszám  | Selejtező | Selejtező | Nyolcaddöntő                      | Nyolcaddöntő | Nyolcaddöntő | Negyeddöntő  | Negyeddöntő | Negyeddöntő | Elődöntő     | Elődöntő  | Elődöntő | Döntő        | Döntő     | Helyezés |
| Versenyző     | Versenyszám  | Idő       | Hely.     | Ellenfél Idő                      | Saját idő    | Hely.        | Ellenfél Idő | Saját idő   | Hely.       | Ellenfél Idő | Saját idő | Hely.    | Ellenfél Idő | Saját idő | Helyezés |
| ------------- | ------------ | --------- | --------- | --------------------------------- | ------------ | ------------ | ------------ | ----------- | ----------- | ------------ | --------- | -------- | ------------ | --------- | -------- |
| Mike Richards | Férfi egyéni | 4:55,08   | 9.        | Jan Georg Iversen (NOR) · 4:52,82 | 4:53,33      | 9.           | kiesett      | kiesett     | kiesett     | kiesett      | kiesett   | kiesett  | kiesett      | kiesett   | 9.       |

## Lovaglás
Díjugratás
| Versenyző | Ló      | Versenyszám | 1. forduló | 1. forduló | 2. forduló | 2. forduló | Összesen | Összesen |
| Versenyző | Ló      | Versenyszám | Pont       | Hely.      | Pont       | Hely.      | Pont     | Helyezés |
| --------- | ------- | ----------- | ---------- | ---------- | ---------- | ---------- | -------- | -------- |
| Joe Yorke | Big Red | Egyéni      | 20,00      | 30.        | kiesett    | kiesett    | 20,00    | 30.*     |

* - öt másik versenyzővel azonos eredményt ért el

## Műugrás
Női
| Versenyző     | Versenyszám    | Selejtező | Selejtező | Döntő   | Döntő    |
| Versenyző     | Versenyszám    | Pont      | Helyezés  | Pont    | Helyezés |
| ------------- | -------------- | --------- | --------- | ------- | -------- |
| Rebecca Ewert | Egyéni műugrás | 352,62    | 21.       | kiesett | kiesett  |

## Ökölvívás
| Versenyző     | Versenyszám  | Selejtező                  | 32-es főtábla              | Nyolcaddöntő      | Negyeddöntő       | Elődöntő          | Döntő             | Helyezés |
| Versenyző     | Versenyszám  | Ellenfél Eredmény          | Ellenfél Eredmény          | Ellenfél Eredmény | Ellenfél Eredmény | Ellenfél Eredmény | Ellenfél Eredmény | Helyezés |
| ------------- | ------------ | -------------------------- | -------------------------- | ----------------- | ----------------- | ----------------- | ----------------- | -------- |
| Robert Colley | Kisváltósúly | Valery Limasov (URS) · RSC | kiesett                    | kiesett           | kiesett           | kiesett           | kiesett           | 25.      |
| David Jackson | Váltósúly    | Fredj Chtioui (TUN) · RSC  | Valery Rachkov (URS) · 0-5 | kiesett           | kiesett           | kiesett           | kiesett           | 17.      |

## Sportlövészet
Nyílt
| Versenyző       | Versenyszám       | Pont | Helyezés |
| --------------- | ----------------- | ---- | -------- |
| Graeme McIntyre | Futócéllövészet   | 547  | 19.      |
| Grant Taylor    | Futócéllövészet   | 536  | 24.      |
| Ian Ballinger   | Sportpuska, fekvő | 590  | 20.      |
| John Woolley    | Skeet             | 190  | 26.      |

## Súlyemelés
| Versenyző     | Versenyszám | Szakítás                 | Szakítás                 | Lökés    | Lökés    | Összesen | Helyezés |
| Versenyző     | Versenyszám | Eredmény                 | Helyezés                 | Eredmény | Helyezés | Összesen | Helyezés |
| ------------- | ----------- | ------------------------ | ------------------------ | -------- | -------- | -------- | -------- |
| Philip Sue    | 67,5 kg     | érvényes kísérlet nélkül | érvényes kísérlet nélkül | kiesett  | kiesett  | kiesett  | kiesett  |
| Brian Marsden | 90 kg       | 137,5                    | 17.                      | 185,0    | 8.       | 322,5    | 11.      |
| Rory Barrett  | 110 kg      | 150,0                    | 16.                      | 192,5    | 13.      | 342,5    | 15.      |

## Úszás
Férfi
| Versenyző        | Versenyszám    | Előfutam | Előfutam | Előfutam | Elődöntő | Elődöntő | Elődöntő | Döntő   | Döntő    |
| Versenyző        | Versenyszám    | Idő      | Hely.    | Össz.    | Idő      | Hely.    | Össz.    | Idő     | Helyezés |
| ---------------- | -------------- | -------- | -------- | -------- | -------- | -------- | -------- | ------- | -------- |
| John McConnochie | 200 m gyors    | 1:57,77  | 5.       | 33.      |          |          |          | kiesett | kiesett  |
| John McConnochie | 400 m vegyes   | 4:40,84  | 4.       | 17.      |          |          |          | kiesett | kiesett  |
| Mark Treffers    | 400 m vegyes   | 4:40,92  | 3.       | 18.      |          |          |          | kiesett | kiesett  |
| Mark Treffers    | 1500 m gyors   | 15:56,11 | 5.       | 17.      |          |          |          | kiesett | kiesett  |
| Brett Naylor     | 1500 m gyors   | 15:52,68 | 4.       | 16.      |          |          |          | kiesett | kiesett  |
| Brett Naylor     | 400 m gyors    | 4:00,38  | 2.       | 10.      |          |          |          | kiesett | kiesett  |
| John Coutts      | 100 m pillangó | 57,29    | 4.       | 18.      | kiesett  | kiesett  | kiesett  | kiesett | kiesett  |
| John Coutts      | 200 m pillangó | 2:05,05  | 5.       | 16.      |          |          |          | kiesett | kiesett  |

Női
| Versenyző       | Versenyszám    | Előfutam | Előfutam | Előfutam | Elődöntő | Elődöntő | Elődöntő | Döntő   | Döntő    |
| Versenyző       | Versenyszám    | Idő      | Hely.    | Össz.    | Idő      | Hely.    | Össz.    | Idő     | Helyezés |
| --------------- | -------------- | -------- | -------- | -------- | -------- | -------- | -------- | ------- | -------- |
| Rebecca Perrott | 100 m gyors    | 57,66    | 2.       | 8.       | 58,13    | 6.       | 13.      | kiesett | kiesett  |
| Rebecca Perrott | 200 m gyors    | 2:03,94  | 2.       | 9.*      |          |          |          | kiesett | kiesett  |
| Rebecca Perrott | 400 m gyors    | 4:15,71  | 1.       | 1.       |          |          |          | 4:14,76 | 4.       |
| Allison Calder  | 400 m gyors    | 4:23,64  | 4.       | 15.      |          |          |          | kiesett | kiesett  |
| Allison Calder  | 800 m gyors    | 8:57,24  | 4.       | 11.      |          |          |          | kiesett | kiesett  |
| Monique Rodahl  | 100 m hát      | 1:06,73  | 5.       | 22.      | kiesett  | kiesett  | kiesett  | kiesett | kiesett  |
| Monique Rodahl  | 200 m hát      | 2:19,22  | 3.       | 11.      |          |          |          | kiesett | kiesett  |
| Monique Rodahl  | 400 m vegyes   | 4:58,47  | 3.       | 7.       |          |          |          | 5:00,21 | 8.       |
| Susan Hunter    | 400 m vegyes   | 5:03,82  | 3.       | 10.      |          |          |          | kiesett | kiesett  |
| Susan Hunter    | 200 m hát      | 2:26,21  | 7.       | 23.      |          |          |          | kiesett | kiesett  |
| Lynne Rowe      | 100 m pillangó | 1:04,23  | 4.       | 16.      | 1:04,06  | 7.       | 14.*     | kiesett | kiesett  |
| Lynne Rowe      | 200 m pillangó | 2:17,89  | 3.       | 13.      |          |          |          | kiesett | kiesett  |
| Lynne Rowe      | 400 m vegyes   | 5:09,21  | 3.       | 13.      |          |          |          | kiesett | kiesett  |

* - egy másik versenyzővel azonos időt ért el

## Vitorlázás
Nyílt
| Versenyző                             | Versenyszám     | Futam  | Futam  | Futam | Futam | Futam | Futam | Futam  | Pontszám | Helyezés |
| Versenyző                             | Versenyszám     | 1      | 2      | 3     | 4     | 5     | 6     | 7      | Pontszám | Helyezés |
| ------------------------------------- | --------------- | ------ | ------ | ----- | ----- | ----- | ----- | ------ | -------- | -------- |
| Jonty Farmer                          | Finn dingi      | (25,0) | 10,0   | 21,0  | 19,0  | 21,0  | 17,0  | 21,0   | 109,0    | 15.      |
| Brett Bennett Mark Paterson           | 470-es osztály  | 5,7    | (37,0) | 16,0  | 3,0   | 10,0  | 3,0   | 22,0   | 59,7     | 5.       |
| Jock Bilger Murray Ross               | Repülő hollandi | 13,0   | 14,0   | 0,0   | 21,0  | 18,0  | 19,0  | (23,0) | 85,0     | 12.      |
| Gavin Bornholdt Hugh Poole Chris Urry | Soling          | (26,0) | 21,0   | 23,0  | 21,0  | 25,0  | 21,0  | 24,0   | 135,0    | 19.      |